# Enzimkinetika
A szervezetben végbemenő sejtszintű reakciók katalízise enzimek révén valósul meg, melynek folyamatát enzimkinetikának nevezik. Az enzimek szinte teljes hányada fehérje, azonban előfordul, hogy nukleinsavak is rendelkeznek hasonló tulajdonságokkal. Az enzimek elsőrendűen és legesszenciálisabb tulajdonságukat illetően az aktiválási energia csökkentésében játszanak szerepet, ezáltal a reakciósebességet nagyban megnövelik.

## Katalízis általában

### Elsőrendű irreverzibilis reakció
A legegyszerűbb ilyen típusú reakció az irreverzibilis konverzió, melynek során A kiindulási anyagból P termék lesz (pl. radioaktív bomlás):
{\displaystyle {\ce {A->[{k_{1}}]P}}}
A nyíl jelentése pontosan az, hogy a fenti reakció egyensúlya erősen a jobb oldal irányában van eltolva és a visszirány infinitezimálisan kicsiny. Definiálható az ún. reakcióra vonatkozó reakciósebesség (v), amely időegység (t) alatt átalakult anyagmennyiséget jelent. Minthogy a keletkezett végtermék függ a kiindulási anyag mennyiségétől, megadható úgy is a folyamat, mint egy időfüggő egyenlet. Ekkor A és P jelölése [A], [P] – jelentése pedig A és P anyagra vonatkozó koncentráció. 
{\displaystyle v={dp \over dt}=-{dA \over dt}=k_{1}A}
A reakció sebességi állandója (k1) arányos A koncentrációjával, dimenziója 1/s. Ez a fajta átalakulás egy unimolekuláris elsőrendű reakció, ui. a reakció sebessége a kiindulási anyag koncentrációjától függ. Fenti integrálásával a következőt kapjuk: 
{\displaystyle ln{A \over A_{o}}=-k_{1}t}
A biokémiában előfordul néhány olyan reakció, amely a fentiekhez hasonlatos, de az esetek nagy százalékában az egyensúly mindkét irányban hasonló. Ekkor a reakcióegyenlet így írható:{\displaystyle {\ce {[A] ->[k][k_-1] [P]}}}
Az ezt leíró sebességi egyenlet: 
{\displaystyle v=-{d[A] \over dt}=k_{1}[A]-k_{-1}[P]}
ahol k1 és k−1 a reakció sebességi állandói. A fogyása a reakció folyamán mindaddig zajlik, amíg a kétirányú folyamat egyensúlyba nem kerül, másképp mondva az egyensúlyi állapot be nem áll. Itt megjegyzendő, hogy katalizált reakciók során az egyensúlyi helyzet változatlan az enzim koncentrációjától függetlenül, hiszen a katalizátor funkciója csupán a reakciósebesség növelése, melynek nyomán az egyensúlyi állapot beáll. 
{\displaystyle 0=k_{-1}[A]_{eq}+k_{-1}[P]_{eq}}

### Másodrendű reakciók
Komplexitásuktól függően egy adott reakció – ha reverzibilis módon megy végbe – másod– vagy harmad (esetleg többed) rendűvé válhat. Ha a reaktánsok például kölcsönhatásba lépnek, melynek nyomán egy adott végtermék (P) keletkezik, a reakció másodrendű lesz: 
{\displaystyle {\ce {A +B->[k_1] P}}}A fenti reakció sebessége a már leírt alapelv szerint arányos A és B fogyási és P keletkezési rátájával. A másodrendűség egyben onnan is következik, hogy a sebesség nagysága a koncentráció négyzetével arányos. 
{\displaystyle v=-{d[A] \over dt}=-{d[B] \over dt}={d[P] \over dt}=k_{1}[A][B]}
melyben t a két változó függvénye. Az egyenlet megoldása során feltesszük, hogy A és B is állandó. Ha feltételezzük, hogy B feleslegben van a reakció kiindulási pontján, akkor B koncentrációja csak kis mértékben változik, vagy változatlan marad. Ekkor a reakciót ún. pszeudo-elsőrendűnek hívják.
{\displaystyle v=k_{1}[A][B]_{0}={k_{1}}^{'}[A]}
Hasonlóképp, ha a reakció kezdetén mindkét kiindulási anyag koncentrációja azonos ([A0] = [B0]), a fenti összefüggés a következőre egyszerűsödik: 
{\displaystyle v=-{d[A] \over dt}=k_{1}[A]^{2}}
Az átmeneti állapot elmélete szerint a reakcióban részt vevő molekulák egymással ütközve egy meglehetősen instabil állapotba jutnak, összehasonlítva a kiindulási állapottal vagy a végállapottal. Ezen állapot során az aktivált komplex potenciális energiája növekszik, effektíve egy energiabarriert képezve a reaktánsok és a termékek között. Ekkor termék csak akkor keletkezik, ha a folyamatban a molekulák ezt az energiagátat képesek túlugrani. Ezt nevezik aktivációs energiának (ΔG‡). Minél nagyobb az aktivációs energiája az adott reakciótípusnak, annál nagyobb számban szükséges effektív ütközésnek létrejönnie. Ez a hipotézis úgy képzeli a katalizált reakció lefolyását, hogy az abban részt vevő reaktánsokat az enzimek ténylegesen magukhoz kötik, ezzel enzim–szubsztrát komplexet képeznek. Ez nagyban lecsökkenti a reakció megfelelő lezajlásához szükséges aktiválási energia nagyságát, ugyanakkor a sebesség nagyságát növeli. Mindezek következtében arányosan nő a hatékony molekulaütközések száma, ezzel a termék létrejöttének a valószínűsége. Emellett a legtöbb enzim abban is közreműködik, hogy strukturális molekulaágenseket, fém- és egyéb ioncsoportokat biztosítson a reaktánsok és a köztes termékek számára.

## A Michaelis–Menten kinetika
Mind a Michaelis–Menten, mind a Briggs–Haldane kinetika alapvető az enzimkinetika tárgykörében. Az előbbi két jellegzetes specifikus állandója a Michaelis–Menten (Km) és a katalitikus konstans (kkat). Noha egyszerű, egy szubsztrátból álló reakcióból lett levezetve, az egyenlet alkalmas bonyolultabb reakciók leírására is. Egy adott szubsztrátnak az egyszerű katalízisét az alábbi egyenlet szemlélteti (melyben k, k2 és k−1 a reakcióállandók).
{\displaystyle {\ce {E+A<=>[k_{1}][k_{-1}]EA->[{k_{2}}]E+P}}}

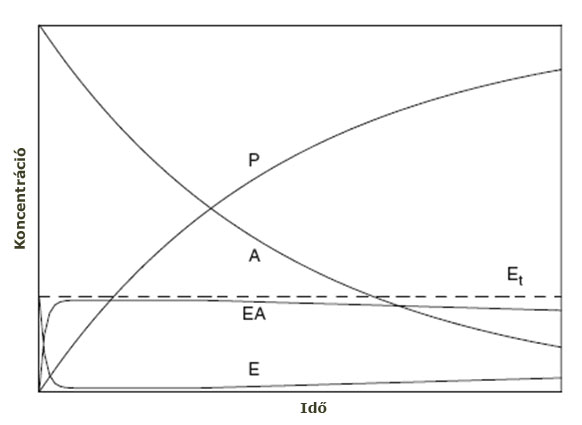
Az ábra a szubsztrát fogyás, a termék keletkezés ütemét, a szabad enzim illetve az enzim–szubsztrát komplex koncentráció–változását mutatja a reakció során

A kialakult enzim–szubsztrát komplex disszociációs állandójából következtethetünk a reakciósebességre: 
{\displaystyle v=k_{cat}[EA]}
A mérések és megfigyelések alapján tudható, hogy az EA komplex disszociációs rátája alacsony, összevetve az asszociáció és a redisszociációs reakcióval. Ennek nyomán {\textstyle {\ce {P -> A}}} ellentétes irányú reakció előfordulása elhanyagolhatóan kicsi. A mellékelt ábrán látható, amint egy nagyon rövid kezdeti periódus során az ES komplex elér egy koncentráció szintet, melynél a fogyás ütemét jórészt az aktuális konfigurációs viszonyok koordinálják. Idővel kialakul az ún. steady state, melyet a Michaelis–Menten egyenlőség ír le. Ekkor az ES koncentráció konzisztens, és a {\displaystyle d[EA]/dt=0}egyenlettel írható le. Vagyis az asszociációs illetve a disszociációs és redisszociációs reakciók egyensúlyba jutnak, ilyen módon az következik, hogy
{\displaystyle k_{1}[E][A]=k_{-1}[E][A]+k_{cat}[EA]}
A három sebességi állandó egy konstanssá vonható össze, ennek szimbolizálására került bevezetésre a Michaelis–Menten állandó: 
{\displaystyle K_{M}={k_{-1}+k_{cat} \over k_{1}}}
A fenti enzimre vonatkozó koncentráció természetesen a szabad enzimre vonatkozik. A szabad és a szubsztrát–kötött enzim mennyisége tehát a reakció időtartama alatt folytonosan változik, de értelemszerűen az össz–enzimmennyiség állandó, tehát {\textstyle E=E_{t}-EA}. Ezt behelyettesítve az előző összefüggésbe adódik, hogy: 
{\displaystyle {([E_{t}]-[EA])[A] \over K_{M}}=[EA]}
A maximális lehetséges reakciósebesség (vmax) akkor jöhet létre, ha minden a reakcióközegben rendelkezésre álló enzim szubsztrát–kötött és a katalízisbe bevont, vagyis {\textstyle [EA]=[E_{t}]}. Ezt behelyettesítve a {\textstyle v=k_{cat}[EA]}egyenletbe következik, hogy
{\displaystyle v_{max}=k_{cat}[E_{t}]}

### A Michaelis–Menten egyenlet kulcsparaméterei

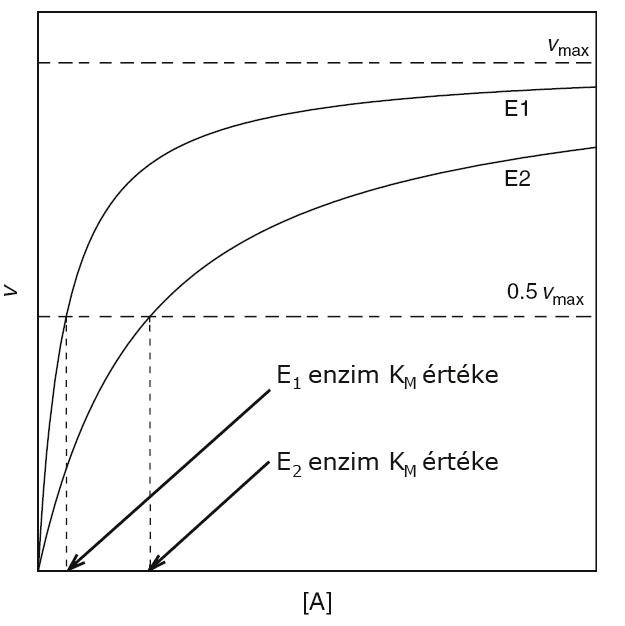
A sebesség változása két enzim (E_{1}, E_{2}) katalízisén szemléltetve. A maximális sebesség felénél mért koncentráció (0,5 v) azonos K_{M}-el.

Feltéve, hogy a pH és a hőmérséklet állandó, redox rendszerben egy adott enzimre KM állandónak vehető és következtetni lehet a kötés erősségére. A Michaelis–Menten kinetika alapján kcat alacsonyabb értékeket vesz fel, összehasonlítva k1-gyel és k−1-gyel. Ebből kiindulva a KM-et megadó egyenlet alapján egy magasabb KM érték előirányozza, hogy a redisszociációs sebesség lényegesen nagyobb, mint az asszociációs ráta és az enzim a szubsztráthoz gyengén köt. Ugyanakkor látható, hogy magas KM érték szintén eredményezhet egy magasabb kcat szintet. Ezért körültekintőnek kell lenni az enzim-szubsztrát komplex disszociációs egyensúlyi állapotának leírásakor, ha a Km-et mint közelítő állandót használjuk. A kcat, mint konstans egy átviteli számnak is felfogható, abban az értelemben, ami a termék keletkezési mechanizmusát, sebességét illeti – végső soron a katalízis maximális hatásfokának mérőszáma is egyben.

## Multiszubsztrát reakció
Tudvalevően a legtöbb biokémiai reakció igen bonyolult, vagyis nem egy–szubsztrát reakció, hanem két–, három- vagy több komponenst magában foglaló folyamat. Bár a Michaelis–Menten egyenlőség érvényes lehet bonyolultabb reakciók esetén is, amikor egy enzim több szubsztráttal is kapcsolatban van, a reakció mechanizmusát elsősorban a biokémiai részreakciók rendje befolyásolja.

#### Random szubsztrát-kötés
Legegyszerűbb formájában a reaktánsok független kötéséről van szó. A sorrendet illetően az első reakciópartner kötése függetlenné válik a másik kötésétől. A véletlen szubsztrát–kötés reakciómechanizmusára jó példa lehet az adenozin-trifoszfát foszforilációja és katalízise hexokináz révén, ebben az esetben a glükózkötése a sorrendiséget tekintve elsőbbséget élvez.

## Enzimgátlás
A gátlás lehet reverzibilis vagy irreverzibilis. Irreverzibilis általában kovalens kötéssel párosul, például toxikus komponensek kötése, amely időlegesen kivonja a működés alól az adott enzimet. Ez nem játszik ugyanakkor fontos szerepet az enzimaktivitás finom működésében. Az ellentétes értelmű működés (reverzibilis) viszont ezzel szemben gyengébb, átmeneti kötődést feltételez. Ilyen gátlás lehet a kompetitív, nem-kompetitív vagy unkompetitív gátlás. 

#### Kompetitív gátlás
A kompetitív inhibitor általában a megfelelő szubsztráttal analóg anyagot köt. Kölcsönhatást létesít a katalitikus hellyel, de a katalízis nem zajlik le. A kompetitív inhibitor tulajdonképp a katalizátor effektív idejét csökkenti, amely alatt részt vehet a folyamatban, azáltal hogy a katalitikus régiót elfoglalja. Más módon csökkenti az esélyét annak, hogy az enzim a szubsztráttal kapcsolatba kerüljön és megakadályozza a reakciót. Steady state esetén az enzim-inhibitor koncentráció adott mértékű, az asszociációs és redisszociációs sebesség állandó, az enzim-inhibitor komplex egy konstans alá rendelhető: 
{\displaystyle K_{i}={[E][I] \over [EI]}}A sebességi egyenlet a következő alakban írható fel ekkor: 
{\displaystyle v={k_{cat}[E]_{t}[A] \over K_{M}{\Biggl (}1+{[I] \over K_{I}}{\Biggr )}+[A]}}

#### Nem kompetitív gátlás

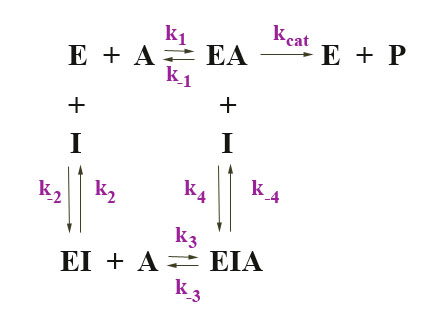
Gátlás folyamatábrája egyszerű példával szemléltetve

A megfelelő inhibitor ebben az esetben nem kötődik a katalitikus helyhez, hanem egy másodlagos kötési hellyel kapcsolódik és a reakció átviteli sebességét csökkenti. Legegyszerűbb esetben az inhibitor és a szubsztrát is független, az asszociációs és a disszociációs sebesség (k1, k−1 – vagyis KM) és hasonlóan k2 és k−2 egyenlő k4 és k−4-gyel (Ki). 

### Szubsztrát és termékgátlás
Az enzimek aktivitása reaktánsaik és végtermékeik révén is gátolható. Szubsztrát gátlás akkor fordul elő, amikor egy másodlagos szubsztrát molekula unkompetitív inhibitorként funkcionál az ES komplexhez kötődve ESS egységet képezve. Ez gyakorlatilag ugyanolyan, mint unkompetitív gátlás esetén, de az inhibitor a másodlagos szubsztrát komponenssel helyettesítődik. Reverzibilis reakcióknál – ahol az egyensúlyi állandó rendszerint nagy – ez a típusú gátlás nem tipikus. Az enzimaktivitás regulációja közvetlen termék által ugyanakkor nem mindig teszi lehetővé a komplex metabolikus útvonal-rendszer megváltoztatását. Az effektív szabályzás felöleli az enzimaktivitás gátló és aktiváló jellegzetességét olyan résztvevők révén, amelyek a reakcióközegtől igen távol esnek. Az ilyen típusú szabályzás az ún. allosztérikus reguláció. 

## Homoallosztéria (kooperativitás)
Többszörös kötőhellyel rendelkező enzimeknél az elsőként megkötött szubsztrát nagyban befolyásolja a második vagy harmadikként kölcsönhatásba lépő szubsztrát kapcsolódását. Ún. kooperatív kötődéskor az elsőként bekötő reaktáns maga után vonja egy második szubsztrát kapcsolódását. Az ilyen enzim az esetek nagy többségében nagy KM értékkel rendelkeznek még alacsony szubsztrát-koncentráció mellett is. A koncentráció emelkedésével a KM értéke csökkenhet, ezzel a komponensek könnyebben lépnek kölcsönhatásba az adott enzimmel.
Az ilyen enzimmechanizmus szigmoid függvény jellege élettani szempontból előnyösebb, ha szűkebb szubsztrátmennyiség áll rendelkezésre – összehasonlítva például a hiperbolikus kinetikával.  Nem-kooperatív kötődés esetében az elsőként kötő komponens a többi kötőhellyel interferál. Ez akkor lehet előnyös, ha az adott enzim széles spektrumú szubsztrát miliővel kell, hogy együttműködjön. Ilyen esetben az enzim alacsony szubsztrátkoncentrációban is aktívvá válik, és addig nem válik telítetté, amíg a szubsztrát koncentráció extrém nagy. Ha egy adott A szubsztrát több kötőhellyel is rendelkezik, melyben Kd a disszociációs állandó, akkor ennek a dinamikáját a Hill-egyenlettel írják le. A Hill-állandót a{\displaystyle r={n[A]^{n} \over K_{d}+[A]^{n}}}
összefüggés logaritmikus transzformáltjából vezetik le és tulajdonképpen a kooperatív működés mértékét következtetik ki az eredményből. Például egy klasszikus hiperbolikus dinamikájú enzimfunkció Hill-állandója 1, ugyanez pozitív kooperáció esetén > 1, ellenkező esetben < 1. 

## Eadie-Hofstee megközelítés
Az Eadie-Hofstee kinetika az enzimmechanizmus reprezentációnak egy olyan grafikus ábrázolásmódja, melyben a reakciósebességet szubsztrátkoncentráció függvényében adja meg. A megközelítést a Michaelis–Menten egyenletből a vmax felcserélésével vezeti le. 
{\displaystyle {v_{max} \over v}={v_{max}(K_{M}+[S]) \over v_{max}[S]}={K_{M}+[S] \over [S]}}Ezt átrendezve: 
{\displaystyle v_{max}={vK_{M} \over [S]}+{v[S] \over [S]}={vK_{M} \over [S]}+v}
v–t kiemelve: {\displaystyle v=-K_{M}{v \over [S]}+v_{max}}
Mint más technikák, amelyek a Michaelis–Menten egyenlőséget linearizálják, az Eadie–Hofstee megközelítés eredeti funkciója is eredetileg az volt, hogy a fontos reakciókinetikai attribútumokat, mint a KM és vmax azonosítson. Később azonban a módszert kiszorították nemlineáris módszerek, melyek jelentősen precízebb és szabatosabb technikák.

## Briggs-Haldane kinetika
Másképpen kvázi-állandó enzimkinetikának is nevezik, melyben egy adott enzim telítettségének változását, illetve ennek időbeli folyamatát a következő egyenlet írja le: 
{\displaystyle {\ce {S + E <=>[kf_1][-kb_1] SE ->[kf_2][-kb_2] P + E}}}
Ekkor a következő differenciálegyenletet írhatjuk fel: 
{\displaystyle {d[S] \over dt}=-kf_{1}[S][E]+kb_{1}[SE]}{\displaystyle {d[SE] \over dt}=+kf_{1}[S][E]-(kf_{2}+kb_{1})[SE]+kb_{2}([P]+[E])}
Két transzformációs lehetőség áll rendelkezésre, amelyek az {\textstyle [S]_{Teljes}=[S]+[SE]+[P]}vagy az {\displaystyle [E]_{teljes}=[E]+[SE]}összefüggés szerint adhatók meg. Az általános hipotézis szerint kb2 = 0 és kf1, kb1 >> kf2, ezért [SE] és [S] egyensúlyban, másképpen [SE] kvázi-stacionárius állapotban van. A szubsztrát-enzim komplex koncentráció-változás sebessége 0-hoz tart, ennek következtében írható, hogy:
{\displaystyle kf_{1}[S][E]-(kf_{2}+kb_{1})[SE]=0}
ami E-re megoldva {\displaystyle [E]={[SE](kb_{1}+kf_{2}) \over kf_{1}[S]}}melyből {\displaystyle [E]={[SE]{(kb_{1}+kf_{2}) \over kf_{1}} \over [S]}}Ekkor azt kapjuk, hogy a Michaelis-Menten állandó: {\displaystyle K_{M}={kf_{2}+kb_{1} \over kf_{1}}}